# 施塔特巴赫河
48°24′9.21″N 10°53′21.19″E / 48.4025583°N 10.8892194°E

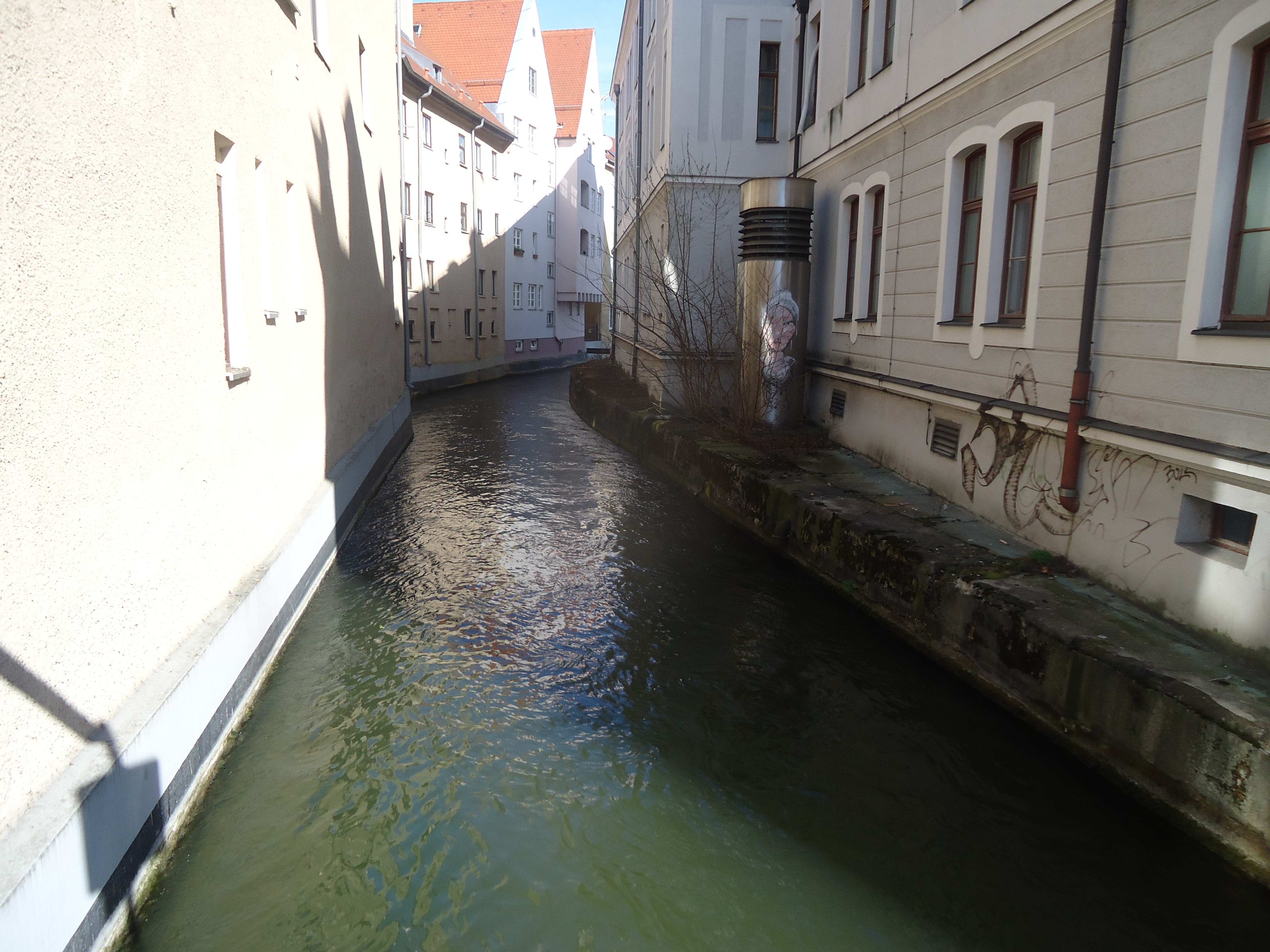
施塔特巴赫河

施塔特巴赫河（德語：Stadtbach），是德國的河流，位於該國東南部，由巴伐利亞負責管轄，屬於萊希河的支流，該河道處於奥格斯堡，河道全長3公里。